# 하트 에반젤리스타
하트 에방헬리스타(Heart Evangelista, 1985년 2월 14일~)는 필리핀의 배우이다.